# Ингерслебен
Ингерслебен (нем. Ingersleben) — община в Германии, в земле Саксония-Анхальт. Была образована 1 января 2010 года путём слияния муниципалитетов Аллерингерслебен, Аймерслебен, Морслебен и Остингерслебен.
Входит в состав района Бёрде. Подчиняется управлению Флехтинген. Население составляет 1410 человека (на 31 декабря 2013 года). Занимает площадь 31,27 км².

## География

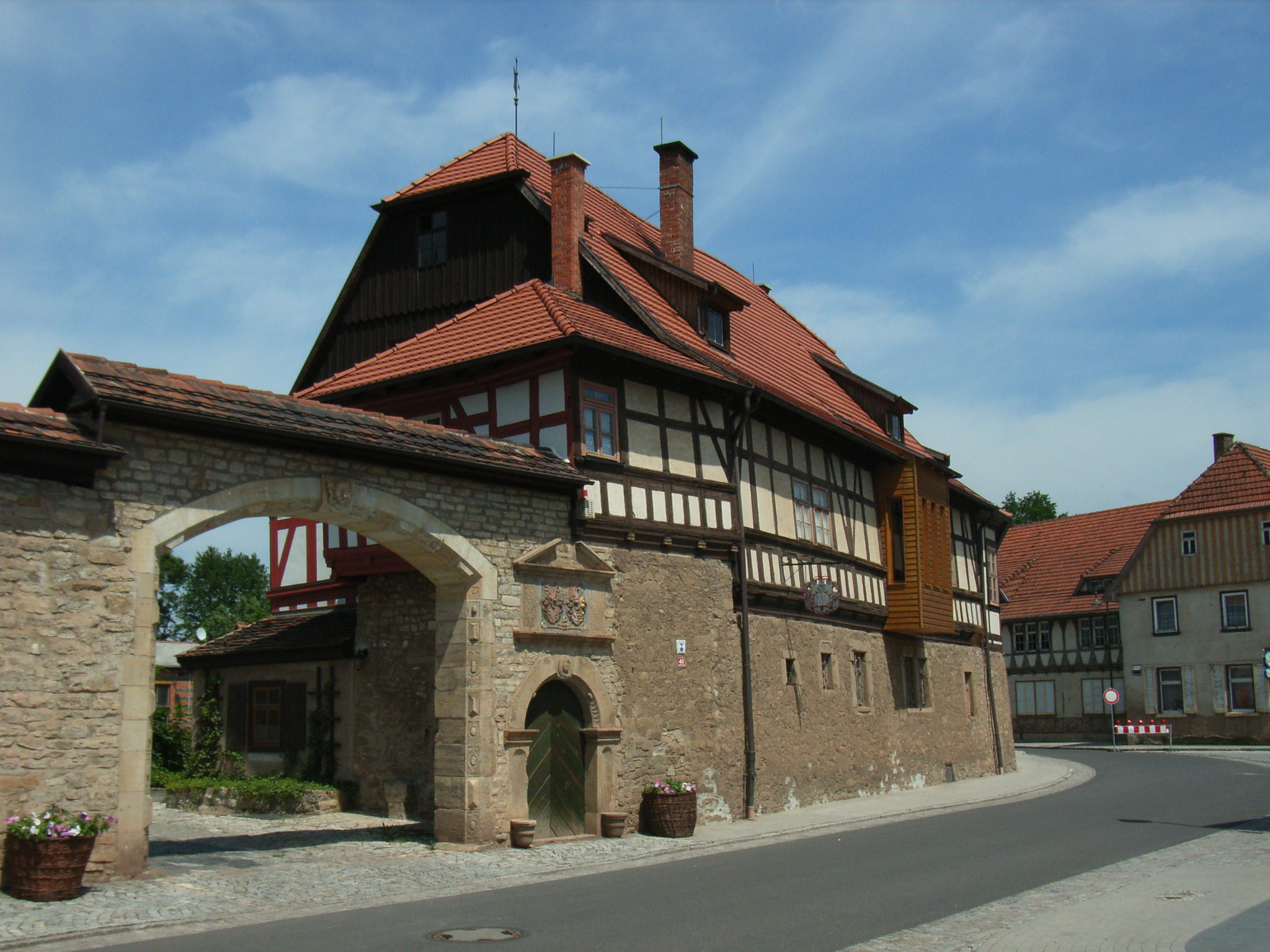
Краеведческий музей

Лежит в северо-западной части Магдебургской бёрды. К юго-западу от реки Аллер ландшафт возвышается на 30 м над уровнем моря. Ингерслебен граничит с Нижней Саксонией. Через территорию коммуны проходила бывшая внутренняя граница Marienborn. В коммуне размещается единственное в Германии хранилище радиоактивных отходов Morsleben.

## Политика
Согласно итогам выборов от 6 декабря 2009 года, первым мэром коммуны стал Torsten Kniep.

### Совет коммуны
По данным прошедших 9 декабря 2009 года местных выборов были избраны 12 членов. Явка составила 55,23 %. Места в совете распределились следующим образом:
- ХДС — 5 мест;
- свободно баллотировавшиеся представители Аймерслебена — 4 места;
- свободно баллотировавшиеся представители Морслебена — 2 места;
- баллотировавшиеся представители Ингерслебена — 1 место.

Дополнительным членом совета и его председателем является мэр.

## История
1 января 2010 года коммуны Аллерингерслебен, Аймерслебен, Морслебен и Остингерслебен объединились для образования новой коммуны Ингерслебен.